# Schneidroboter
Schneidroboter sind Industrieroboter, die das Schneiden von Gegenständen übernehmen. 

## Funktion
Sie teilen die Werkstoffe durch Sägevorgänge mit dem Laser, dem Messer, der Fräse oder durch Wasserstrahlschneiden. Der äußerst flexible und leicht programmierbare Schneideroboter, hat je nach Bauart, ein anderes Werkzeug an seinem Greifarm, um die nötigen Dienste zu erfüllen.

## Aufgaben
Die Roboter übernehmen das Ausschneiden von Kunststoffteilen mit einem Messer und das Fräsen von Metall und Kunststoffteilen. Wie ein Schneidbrenner oder mit Plasmagas erfüllen sie weitere Schneideaufgaben.